# Western (ramal Congress de la línea Azul)
Western es una estación en la línea Azul del Metro de Chicago. La estación se encuentra localizada en 430 South Western Avenue en Chicago, Illinois. La estación Western fue inaugurada el 22 de junio de 1958.  La Autoridad de Tránsito de Chicago es la encargada por el mantenimiento y administración de la estación. La estación sirve al ramal Congress de la línea Azul.

## Descripción
La estación Western cuenta con 1 plataforma central y 2 vías. 

## Conexiones
La estación es abastecida por las siguientes conexiones: 
- Rutas del CTA Buses: #7 Harrison y #49 Western